# Hybomys basilii
Hybomys basilii es una especie de roedor de la familia Muridae.

## Distribución geográfica
Se encuentra solo en la isla de Bioko (Fernando Póo), en Guinea Ecuatorial. 

## Hábitat
Su hábitat natural son: Clima tropical o subtropical, montañas húmedas. 

## Estado de conservación
Se encuentra amenazada de extinción por la pérdida de su hábitat natural.